# Niesobia
Niesobia (Krzywosąd, Słodziej, Złodzieje) – herb szlachecki. Jeden z najstarszych herbów polskich. Uwieczniony w ich mateczniku, jakim jest klasztor w Lądzie.

Herb Niesobia

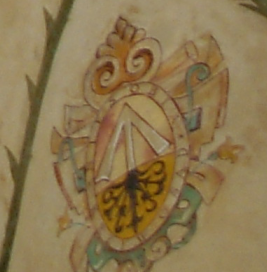
Herb Niesobia w zamku w Baranowie Sandomierskim

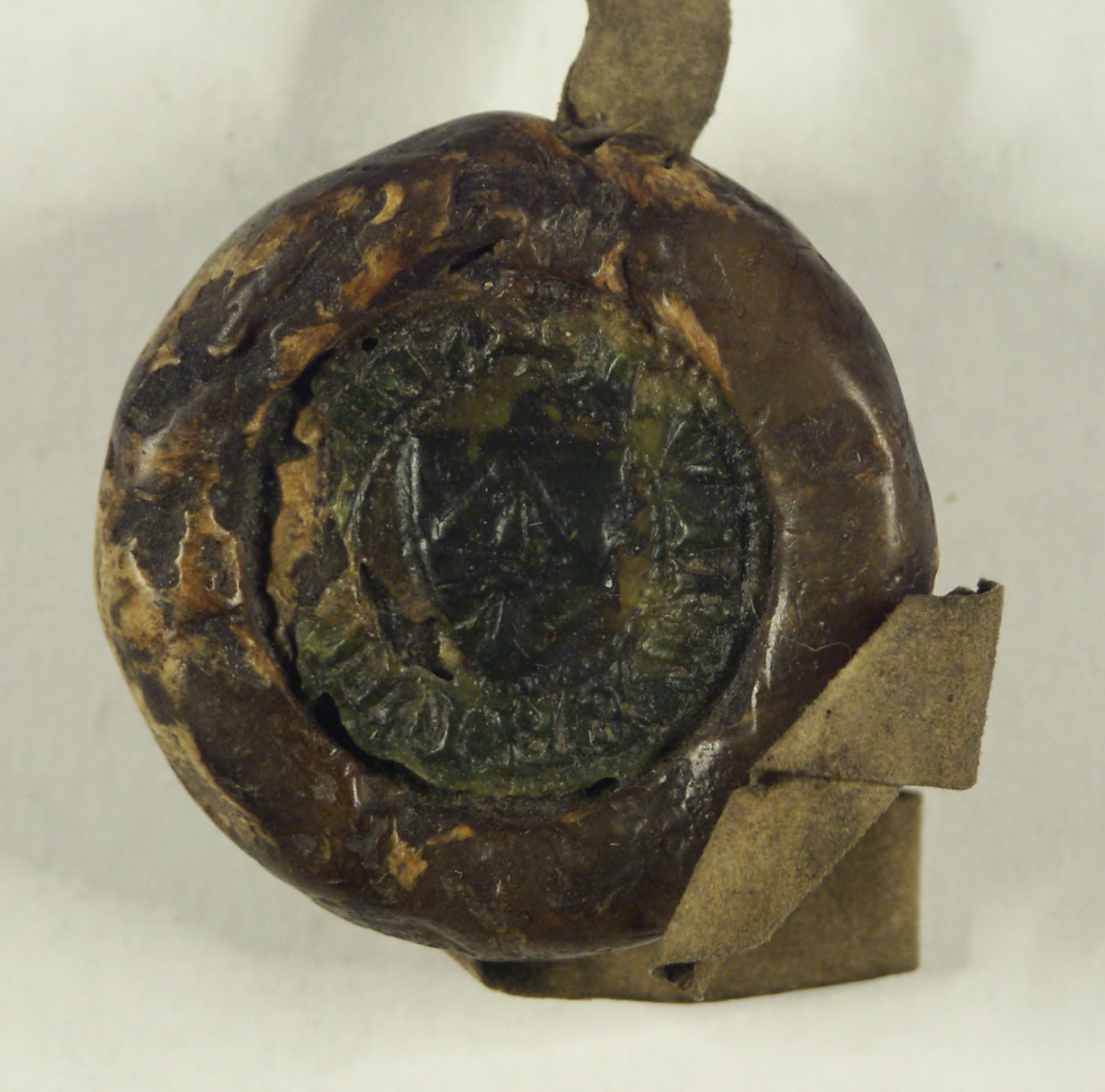
Pieczęć Wierzbięty, starosty generalnego wielkopolskiego, przy dokumencie z 1352 r. (ze zbiorów Archiwum Państwowego w Poznaniu)

## Opis herbu
Tarcza dwudzielna w pas, w polu pierwszym czerwonym rogacina srebrna zakończona w polu drugim złotym orlim ogonem czarnym, w klejnocie trzy pióra strusie

## Najwcześniejsze wzmianki
Znany jest zapis sądowy z 1424 i pieczęć średniowieczna z 1357 i 1363 Wierzbięty z Paniewic.

## Herbowni
Lista herbownych pieczętujących się herbem Niesobia zgodnie z Herbarza polskiego Tadeusza Gajla:
Bacewicz, Bilanowski, Biskupski, Bobrownicki, Domuchowski, Doroszewski, Doruchowski, Gąsczyński, Gąszczyński, Gąściński, Gęszczyński, Goszczyński, Gubakowski, Kempisty, Kępiński, Kępisty, Kępski, Kiempiński, Kierzyński, Kieszczyński, Kompaniec, Krzywosąd, Krzywosądecki, Krzywosądzki, Kuszlejko, Kuszłejko, Leczycki, Lenczycki, Liwski, Łęczycki, Łęczyński, Mijamski, Mijomski, Miromski, Mironienko, Mirowski, Myjemski, Myjomski, Niemczyk, Niesobia, Niesobski, Omenta, Ometo, Omęta, Piekarski, Ponęcki, Prejkint, Pryzkint, Pryżgint, Sępiński, Srocicki, Strubicz, Strzałkowski, Średnicki, Użwencki, Wichert, Wierzbięta, Zembocki, Zębocki, Złodzej.